# Investierendes Genossenschaftsmitglied
Ein investierendes Genossenschaftsmitglied nach § 8 Abs. 2 Genossenschaftsgesetz ist eine natürliche oder juristische Person des privaten oder öffentlichen Rechts, die als Mitglied an der Gründung einer Genossenschaft teilnimmt oder später in eine bestehende Genossenschaft eintritt und die Förderleistung der Genossenschaft bewusst nicht in Anspruch nimmt. Das beigetretene investierende Mitglied ist primär an Dividendenausschüttungen interessiert, so dass diese Form der Mitgliedschaft als Finanzanlage zu werten ist. Anders als bei der ordentlichen Genossenschaftsmitgliedschaft steht eine Gewinnerzielungsabsicht und nicht der Förderzweck der Genossenschaft im Vordergrund.

## Einführung
Die Einführung der Europäischen Genossenschaft im Jahr 2003 nahm die Bundesregierung zum Anlass, das seit 1889 bestehende und letztmals 1973 reformierte deutsche Genossenschaftsgesetz zu modernisieren und an die Anforderungen des heutigen Wirtschaftslebens anzupassen. In diesem Zuge wurde das investierende Mitglied durch das „Gesetz zur Einführung der Europäischen Genossenschaft und zur Änderung des Genossenschaftsrechts“, welches am 18. August 2006 in Kraft trat, im § 8 Abs. 2 in das Genossenschaftsgesetz aufgenommen.

## Grundgedanke – Sinn
Besonders im Wohnungsbau sind Genossenschaften mehr als zuvor gefordert, oftmals fehlt es aber besonders bei kleinen Wohnungsbaugenossenschaften am nötigen Kapital, um den Förderzweck der Wohnraumschaffung zu erfüllen. Damit sich bestehende Genossenschaften mit mehr Kapital, speziell zum Wohnungsbau, ausstatten zu können und um Neugründungen attraktiver zu machen, wurde das investierende Mitglied geschaffen. Mit dem investierenden Mitglied sollte das Problem der Kapitalbeschaffung beseitigt werden, um die Finanzverfassung der eingetragenen Genossenschaften zu verbessern und an die aktuellen Bedürfnisse der Wirtschaft und des Wohnungsmarktes anzupassen.

## Beitritt
Mit dem Beitritt erwirbt das Mitglied einen oder mehrere Anteile an der Genossenschaft. Die gezeichneten Anteile müssen sofort und unbedingt einbezahlt werden, diese Pflicht wird als Einlagepflicht bezeichnet. Die Einlagepflicht bei einer Genossenschaft ist gleichzusetzen mit der Einlagepflicht bei einer Gesellschaft mit beschränkter Haftung (GmbH), die in § 19 GmbHG verankert ist. Weil im Genossenschaftsgesetz kein eindeutiges Verbot einer Ratenzahlung aufgeführt ist, kann laut Bundesgerichtshof vom Vorstand eine Ratenzahlung auf die Anteile gewährt werden, wenn diese Möglichkeit in der Satzung der Genossenschaft nach § 18 GenG verankert ist und die Höhe der Rate eine Erfüllung der Einlagepflicht gewährleistet.
Das Rechtsverhältnis zwischen Genossenschaft und dem Mitglied wird in der Satzung der Genossenschaft geregelt (§ 18 GenG).

## Rechte
Um den Charakter der Genossenschaft als ein auf einen bestimmten Förderzweck zugeschnittener Zusammenschluss zu wahren, sieht § 8 Abs. 2 GenG bestimmte Einschränkungen vor.

## Kritik
In der meisten einschlägigen Genossenschaftsliteratur zur investierenden Mitgliedschaft wird diese kritisch gesehen. Die Neuerung wurde früh kritisiert, weil durch diese die Genossenschaft einer Kapitalgesellschaft ähnlicher werde bzw. wurde. Eine Genossenschaft sollte nach Auffassung vieler lediglich den Förderzweck der Satzung verfolgen. Die investierende Mitgliedschaft wird mit ihrer vorrangigen Gewinnerzielungsabsicht als nicht zum genossenschaftlichen Grundgedanken, mit dem direkten Nutzen für die Mitglieder als Kern, passend betrachtet. Bei der Durchsetzung der Interessen der jeweiligen Mitgliedschaftsform leidet laut Kritikern zwangsläufig die Andere. Vom genossenschaftlichen Grundgedanken, einem neutralen Erreichen des Förderzwecks, profitierten investierende Mitglieder in der Regel nicht.
Die investierende Mitgliedschaft ist als Finanzanlage zu betrachten, muss aber nicht alle Voraussetzungen erfüllen, die anderen Anlageformen auferlegt sind. Sofern für den Vertrieb keine erfolgsabhängige Vergütung bezahlt wird, unterliegen der Vertrieb von Genossenschaftsanteilen und seit 2015 auch von Vermögensanlagen, deren Emittent eine Genossenschaft ist, den Prospektausnahmetatbeständen nach § 2 Vermögensanlagengesetz. Diese müssen somit keinen Verkaufsprospekt bzw. kein Vermögensanlage-Informationsblatt an die Bundesanstalt für Finanzdienstleistungsaufsicht (BaFin) als Hinterlegungsstelle übermitteln. Im Zeitraum der bestehenden Prospektpflicht für Vermögensanlagen (bis 2015) haben lediglich drei Genossenschaften zwischen 2005 und 2012 Verkaufsprospekte bei der BaFin hinterlegt.

## Staatliche Förderungen
Vermögenswirksame Leistungen, die auf einen Genossenschaftsanteil einbezahlt werden, können unter bestimmten Voraussetzungen mit der Arbeitnehmersparzulage gefördert werden. Zahlungen, die auf Anteile einer Bau- oder Wohnungsgenossenschaft fließen, können bei Erfüllung der Voraussetzungen mit der Wohnungsbauprämie gefördert werden.